# SC Borussia 04 Fulda
SC Borussia 04 Fulda was een Duitse voetbalclub uit Fulda in de deelstaat Hessen.

## Geschiedenis
De club werd opgericht als FC Borussia 1904 Fulda en nam in 1923 de naam 1. SV Borussia 04 Fulda aan na een fusie met Radsportclub 1907 Fulda en Kraftsportklub Germania Fulda.
Na de hervorming van de Duitse competitie in 1933 onder invloed van het Derde Rijk werd de club ingedeeld in de nieuwe hoogste klasse Gauliga Hessen. Fulda werd meteen kampioen en plaatste zich zo voor de eindronde om de landstitel. Daar kon de club niet overtuigen en liet in de groepsfase enkel Hallescher FC Wacker achter zich. De volgende twee seizoenen moest de club FC Hanau 93 voor laten gaan in de eindstand en in 1938 degradeerde de club. Na één seizoen keerde de club terug en werd in 1941 opnieuw kampioen. In de eindronde werd de club nu laatste in een groep met Schalke 04 en Hannover 96. Het volgende seizoen werd de club zelfs al in de voorronde uitgeschakeld door SV Dessau 05. Bij de laatste deelname aan de eindronde in 1943/44 werd de club door Dresdner SC vernederd met 2-9.
Na de Tweede Wereldoorlog kon de club het niet meer waarmaken op het hoogste niveau en zakte naar de derde klasse weg. In 1963 werd de club nog geselecteerd voor de nieuwe tweede klasse Regionalliga maar degradeerde daar meteen. Tot 1975 kon de club nog standhouden in de derde klasse maar degradeerde daar uiteindelijk ook.
In de jaren 90 leek het beter te gaan en de club speelde weer een aantal seizoenen in de derde klasse. In 2009 degradeerde de club uit de Hessenliga. Een jaar later viel de club nog verder naar de Gruppenliga, waar ze tot 2014 speelden en toen konden terugkeren naar de Verbandsliga. In 2015 promoveerde de club naar de Hessenliga. 
De club eindigde in 2018 op een zevende plaats en fuseerde na dit seizoen met stadsrivaal en reeksgenoot TSV Lehnerz en werd zo SG Barockstadt Fulda-Lehnerz. 

## Erelijst
Kampioen Fulda
1911
Kampioen Hessen-Hannover
1932, 1933
Gauliga Hessen
1934, 1941, 1942, 1944

## Eindstanden
| - 1963-64 (II) Regionalliga Süd 18de - 1964-65 (III) Amateurliga Hessen 4de - 1965-66 (III) Amateurliga Hessen 6de - 1966-67 (III) Amateurliga Hessen 7de - 1967-68 (III) Amateurliga Hessen 4de - 1968-69 (III) Amateurliga Hessen 12de - 1969-70 (III) Amateurliga Hessen 8ste - 1970-71 (III) Amateurliga Hessen 3de - 1971-72 (III) Amateurliga Hessen 12de - 1972-73 (III) Amateurliga Hessen 9de - 1973-74 (III) Amateurliga Hessen 11de - 1974-75 (III) Amateurliga Hessen 19de - 1975-76 (IV) Landesliga Hessen-Nord 14de - 1976-77 (V) - 1977-78 (IV) Landesliga Hessen-Nord 9de - 1978-79 (IV) Landesliga Hessen-Nord 4de - 1979-80 (IV) Landesliga Hessen-Nord 14de - 1980-81 (IV) Landesliga Hessen-Nord 13de - 1981-82 (IV) Landesliga Hessen-Nord 8ste - 1982-83 (IV) Landesliga Hessen-Nord 13de - 1983-84 (IV) Landesliga Hessen-Nord 2de - 1984-85 (III) Am.Oberliga Hessen 17de - 1985-86 (IV) Landesliga Hessen-Nord 3de | - 1986-87 (IV) Landesliga Hessen-Nord 3de - 1987-88 (IV) Landesliga Hessen-Nord 2de - 1988-89 (IV) Landesliga Hessen-Nord 5de - 1989-90 (IV) Landesliga Hessen-Nord 1ste - 1990-91 (III) Am.Oberliga Hessen 10de - 1991-92 (III) Am.Oberliga Hessen 12de - 1992-93 (III) Am.Oberliga Hessen 3de - 1993-94 (III) Am.Oberliga Hessen 8ste - 1994-95 (IV) Oberliga Hessen 7de - 1995-96 (IV) Oberliga Hessen 1ste - 1996-97 (III) Regionalliga Süd 4de - 1997-98 (III) Regionalliga Süd 3de - 1998-99 (III) Regionalliga Süd 13de - 1999-00 (III) Regionalliga Süd 17de - 2000-01 (IV) Oberliga Hessen 1ste - 2001-02 (III) Regionalliga Süd 18de - 2002-03 (IV) Oberliga Hessen 4de - 2003-04 (IV) Oberliga Hessen 3de - 2004-05 (IV) Oberliga Hessen |